# Elecciones federales de Alemania de 2005
Las elecciones federales alemanas de 2005 se llevaron a cabo el domingo 18 de septiembre de 2005 para elegir a los miembros del Bundestag, el parlamento federal de Alemania, después de un fallido voto de confianza para Gerhard Schröder el 1 de julio.

## Convocatoria de las elecciones
Schröder solicitó a sus seguidores que se abstuvieran de votar en esa ocasión para poder anticipar las elecciones parlamentarias federales, ya que su partido, el Partido Socialdemócrata (SPD) había sido derrotado por la Unión Demócrata Cristiana (CDU) en uno de los estados federales de gran población, Renania del Norte-Westfalia, el 22 de mayo de 2005. Con esta victoria electoral, la CDU, liderada por Angela Merkel, había obtenido una mayoría de dos tercios de los votos en el Bundesrat —la Cámara Alta y órgano de representación de los estados federados—, lo cual le hubiera permitido bloquear prácticamente cualquier ley aprobada por la mayoría rojiverde en el Bundestag.
Después de la derrota voluntaria en la moción de confianza, Schröder solicitó la disolución del Bundestag al presidente federal, Horst Köhler, con el argumento de que ya no podía contar con una mayoría de gobierno estable (una de las pocas razones que permiten la disolución del parlamento alemán, que, a diferencia de muchos otros parlamentos europeos, no tiene el derecho de autodisolverse).
Después de que Köhler accediera a esta solicitud y convocara elecciones anticipadas, algunos diputados presentaron una demanda ante el Tribunal Constitucional, argumentando que, como Schröder había perdido la moción de confianza a propósito, en realidad no había perdido su mayoría de gobierno, por lo que la disolución del parlamento habría sido anticonstitucional. Sin embargo, los jueces ratificaron el procedimiento, explicando que no corresponde al Tribunal poner en duda las razones individuales que puedan tener los diputados al tomar una decisión parlamentaria.

## Campaña electoral
Al inicio de la campaña, la CDU, junto con su partido hermano en Baviera, la Unión Social Cristiana (CSU), obtuvo una ventaja del 21% sobre el SPD en los sondeos de opinión y se esperaba que ganaría ampliamente y formaría gobierno con el Partido Democrático Liberal (FDP), desplazando a la coalición del SPD con Los Verdes. Sin embargo, a lo largo de la campaña, la CDU/CSU —que centró su programa electoral en la propuesta de reformas neoliberales para el sistema de impuestos y el mercado de trabajo— perdió mucho apoyo y terminó por ganar con menos de 1% de ventaja sobre el SPD.
Un factor decisivo durante los últimos meses antes de las elecciones fue la transformación del Partido de la Izquierda a escala federal, que fichó a un expresidente del SPD, Oskar Lafontaine, y se presentó como una alternativa a la izquierda del gobierno de Schröder, consiguiendo recuperar así la representación parlamentaria que había perdido como PDS en las elecciones de 2002.

## Candidatos

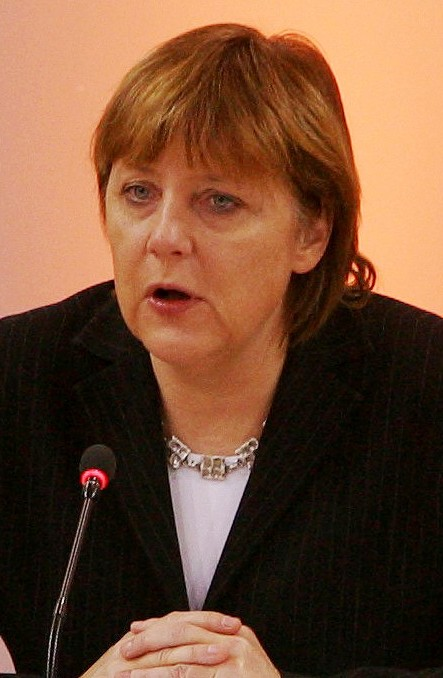
Angela Merkel (CDU)
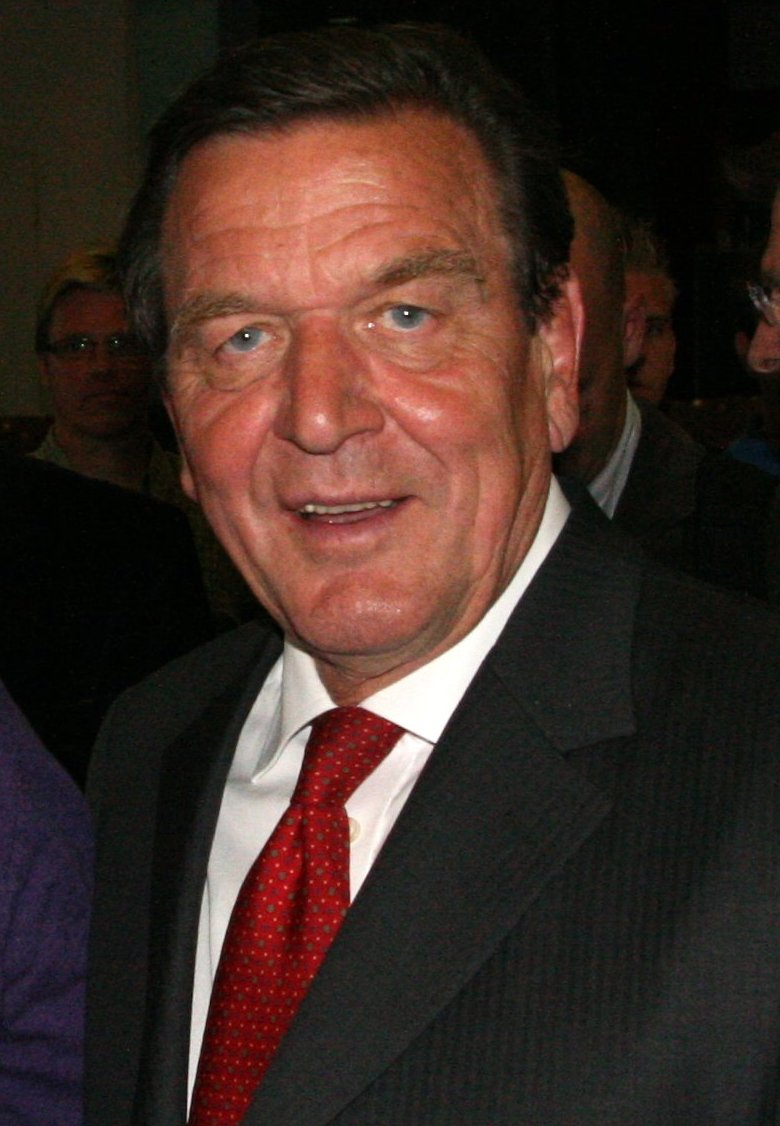
Gerhard Schröder (SPD)
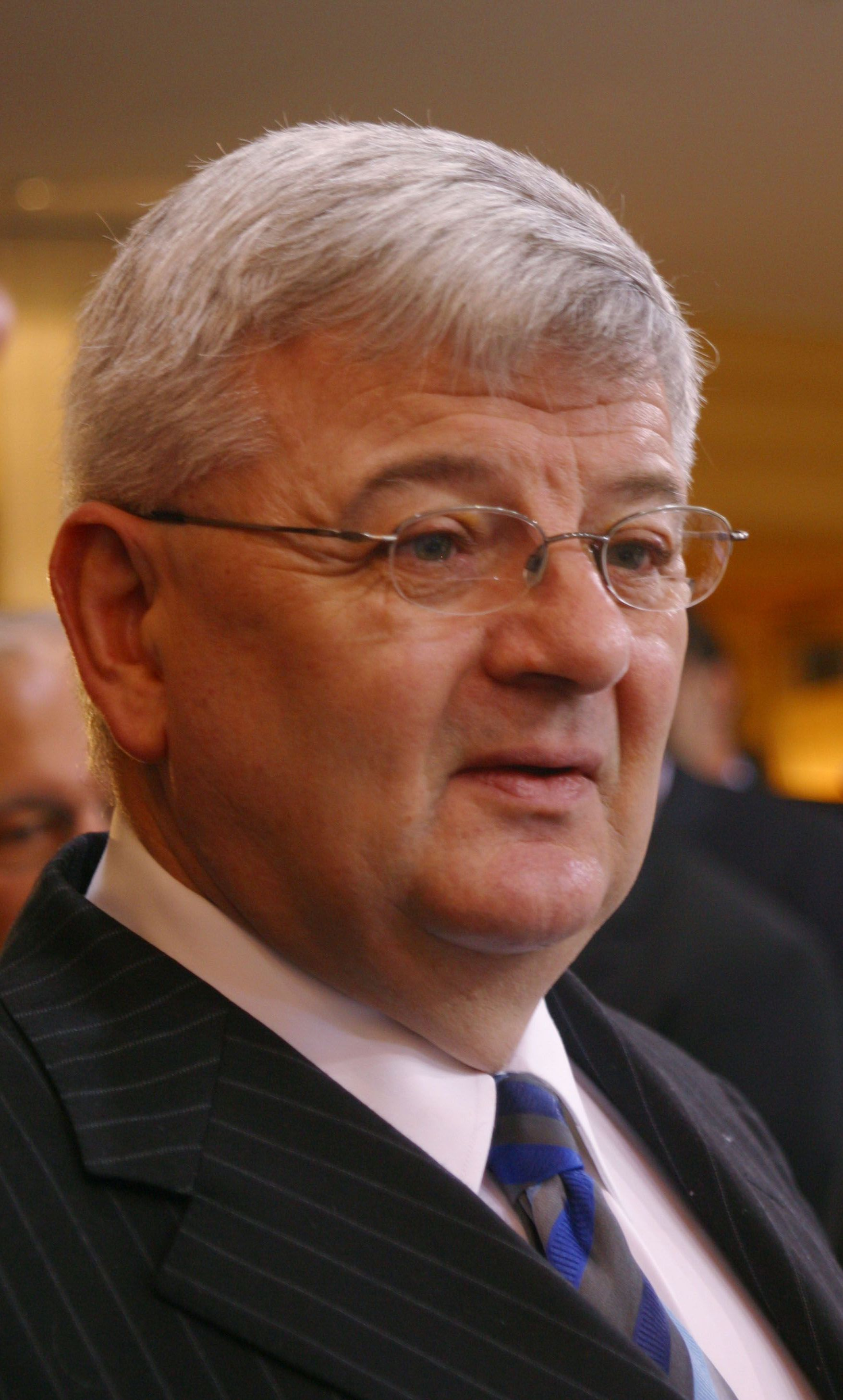
Joschka Fischer (Verdes)
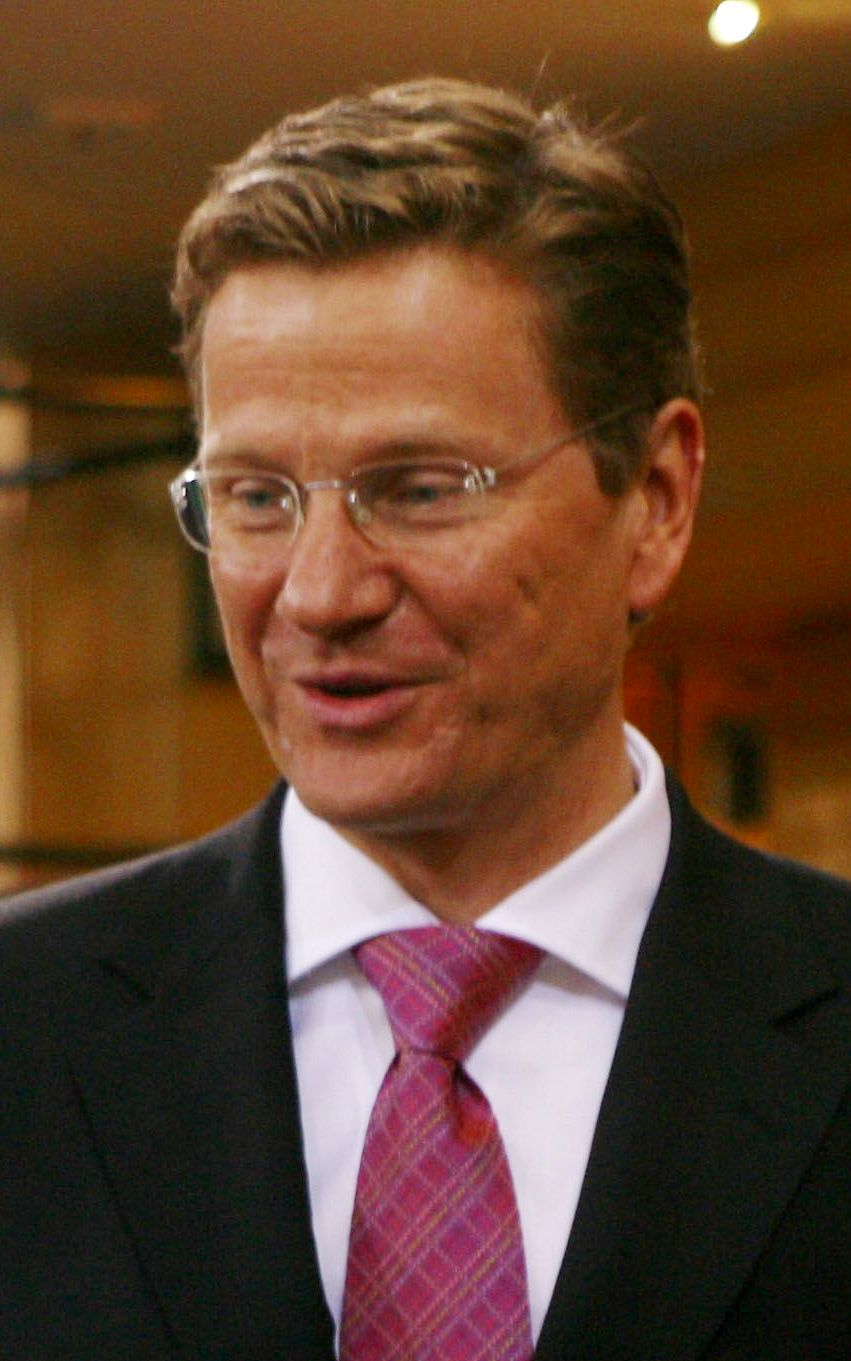
Guido Westerwelle (FDP)
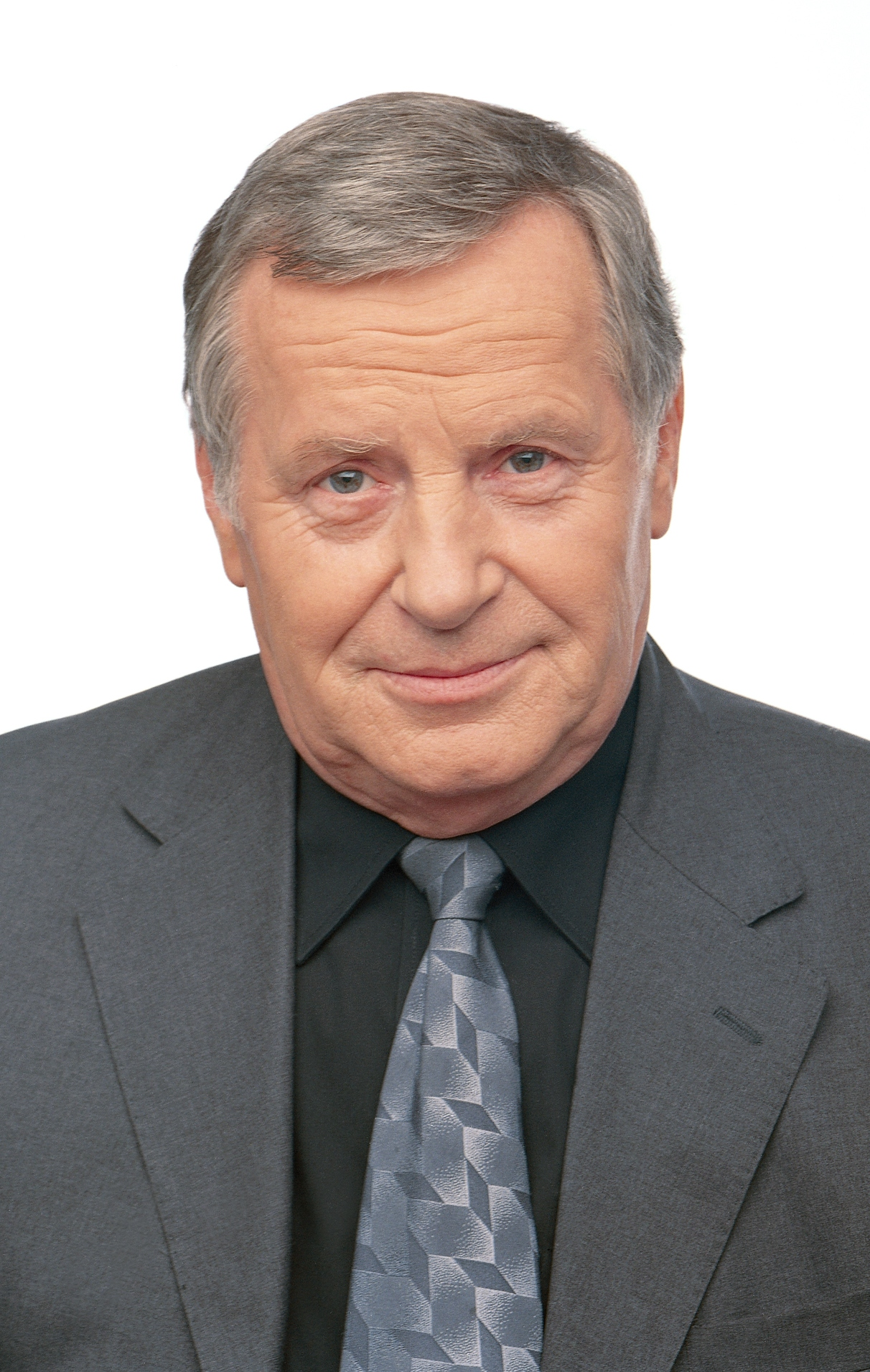
Lothar Bisky (PDS)

## Resultados
Con los resultados de las elecciones, la coalición gobernante de SPD y Verdes, conducida por Gerhard Schröder, perdió su mayoría en el Bundestag, pasando de 306 escaños (de un total de 603) a 273 escaños (de un total de 614). Sin embargo, a causa de la entrada del Partido de la Izquierda en el parlamento, tampoco obtuvo la mayoría la coalición de oposición bajo Angela Merkel, formada por CDU/CSU y FDP, con 287 escaños.
Descartada cualquier coalición con participación del Partido de la Izquierda (que Schröder había rechazado repetidamente durante la campaña), sólo quedaban tres opciones:
- la "coalición semáforo" (SPD-FDP-Verdes, llamada así por los colores asociados con estos partidos: rojo, amarillo y verde),
- la "coalición Jamaica" (CDU/CSU-FDP-Verdes, por los colores de estos partidos y la bandera del país caribeño: negro, amarillo y verde),
- la "gran coalición" (CDU/CSU-SPD, llamada así por tratarse de los dos partidos mayores).

Tanto una "coalición semáforo" como una "coalición Jamaica" habrían representado una novedad en el sistema político alemán, donde desde los años 50 nunca había habido coaliciones a escala federal con más de dos partidos. Aunque Schröder, en la misma noche de las elecciones, ofreció públicamente un "pacto semáforo" al FDP, este fue rechazado de plano por el líder liberal Guido Westerwelle. Por otra parte, después de unas conversaciones de los dirigentes de CDU y Los Verdes, estos últimos también descartaron la coalición Jamaica por no hallar suficientes coincidencias programáticas entre ambos partidos.
Por lo tanto, finalmente, en noviembre de 2005 CDU/CSU y SPD acordaron la formación de un gobierno de gran coalición (que sí tenía un precedente a escala federal entre 1966 y 1969) bajo la canciller Angela Merkel.

### Resultados oficiales definitivos
Los resultados fueron:
| Lista - Líder                     | Lista - Líder                                              | Lista - Líder                                              | Candidatura directa ("primer voto") | Candidatura directa ("primer voto") | Candidatura directa ("primer voto") | Candidatura directa ("primer voto") | Candidatura directa ("primer voto") | Lista de partido ("segundo voto") | Lista de partido ("segundo voto") | Lista de partido ("segundo voto") | Lista de partido ("segundo voto") | Lista de partido ("segundo voto") | Escaños en total | Escaños en total | Escaños en total |
| Lista - Líder                     | Lista - Líder                                              | Lista - Líder                                              | Votos                               | %                                   | +/-                                 | Escaños                             | +/-                                 | Votos                             | %                                 | +/-                               | Escaños                           | +/-                               | Total            | +/-              | %                |
| --------------------------------- | ---------------------------------------------------------- | ---------------------------------------------------------- | ----------------------------------- | ----------------------------------- | ----------------------------------- | ----------------------------------- | ----------------------------------- | --------------------------------- | --------------------------------- | --------------------------------- | --------------------------------- | --------------------------------- | ---------------- | ---------------- | ---------------- |
|                                   | Coalición (CDU/CSU) Angela Merkel                          |                                                            | 19.280.940                          | 40,8%                               | -0,3%                               | 150                                 | +25                                 | 16.631.049                        | 35,2%                             | -3,3%                             | 76                                | - 47                              | 226              | -22              | 36,8%            |
| Unión Demócrata Cristiana         | Coalición (CDU/CSU) Angela Merkel                          | 15.390.950                                                 | 32,6%                               | +0,5%                               | 106                                 | +24                                 | 13.136.740                          | 27,8%                             | -1,7%                             | 74                                | -34                               | 180                               | -10              | 29,3%            |                  |
| Unión Social Cristiana de Baviera | Coalición (CDU/CSU) Angela Merkel                          | 3.889.990                                                  | 8,2%                                | -0,8%                               | 44                                  | +1                                  | 3.494.309                           | 7,4%                              | -1,6%                             | 2                                 | -13                               | 46                                | -12              | 7,5%             |                  |
|                                   | Partido Socialdemócrata de Alemania (SPD) Gerhard Schröder | Partido Socialdemócrata de Alemania (SPD) Gerhard Schröder | 18.129.100                          | 38,4%                               | -3,5%                               | 145                                 | -26                                 | 16.194.665                        | 34,2%                             | -4,3%                             | 77                                | -3                                | 222              | -29              | 36,2%            |
|                                   | Partido Democrático Liberal (FDP) Guido Westerwelle        | Partido Democrático Liberal (FDP) Guido Westerwelle        | 2.208.531                           | 4,7%                                | -1,1%                               | 0                                   | 0                                   | 4.648.144                         | 9,8%                              | +2,4%                             | 61                                | +14                               | 61               | +14              | 9,9%             |
|                                   | Partido del Socialismo Democrático (PDS) Lothar Bisky      | Partido del Socialismo Democrático (PDS) Lothar Bisky      | 3.764.168                           | 8,0%                                | +3,7%                               | 3                                   | +1                                  | 4.118.194                         | 8,7%                              | +4,7%                             | 51                                | +51                               | 54               | +52              | 8,8%             |
|                                   | Alianza 90/Los Verdes (B90/Grünen) Joschka Fischer         | Alianza 90/Los Verdes (B90/Grünen) Joschka Fischer         | 2.538.913                           | 5,4%                                | -0,2%                               | 1                                   | 0                                   | 3.838.326                         | 8,1%                              | -0,5%                             | 50                                | -4                                | 51               | -4               | 8,3%             |
|                                   | Otros                                                      | Otros                                                      | 1.272.410                           | 2.7%                                | -                                   | 0                                   | 0                                   | 1.857.610                         | 3,9%                              | -                                 | 0                                 | 0                                 | 0                | 0                | -                |
|                                   | Votos nulos/en blanco                                      | Votos nulos/en blanco                                      | 850,072                             | -                                   | -                                   | -                                   | -                                   | 756,146                           | -                                 | -                                 | -                                 | -                                 | -                | -                | -                |
|                                   | Totales                                                    |                                                            | 48.044.134                          | 100%                                | -                                   | 299                                 | 0                                   | 48.044.134                        | 100%                              | -                                 | 315                               | +11                               | 614              | +11              | 100%             |
|                                   | Participación                                              | Participación                                              | Participación                       | Participación                       | Participación                       | Participación                       | Participación                       | Participación                     | Participación                     | Participación                     | Participación                     | Participación                     | Participación    | Participación    | 77.7%            |

Notas:
- CDU y CSU forman un solo grupo parlamentario en el Bundestag y no se enfrentan en ninguna circunscripción. La CSU sólo se presenta en el estado federado de Baviera mientras que la CDU se presente en todos los demás estados.
- Los resultados incluyen 9 escaños suplementarios (Überhangmandate) del SPD en los estados de Brandeburgo (3), Hamburgo (1), Sarre (1) y Sajonia-Anhalt (4) y 7 escaños suplementarios de la CDU en los estados de Baden-Wurtemberg (3) y Sajonia (4).

## Anécdotas
El 8 de septiembre de 2005 se informó de la muerte del candidato del partido NPD en un distrito electoral de Dresde, por lo que la elección en ese distrito fue pospuesta hasta el 2 de octubre mientras se reimprimían las boletas electorales. Esto significó que el resultado final oficial sólo se conoció a principios de octubre, tanto para el representante local electo en Dresde como sobre su impacto en los votos por lista en el total proporcional. A causa de la poca distancia de CDU/CSU y SPD a nivel federal, esta elección de hecho hubiera podido ser decisiva. Sin embargo, al final no cambió en absoluto el resultado.